# Rick Berg

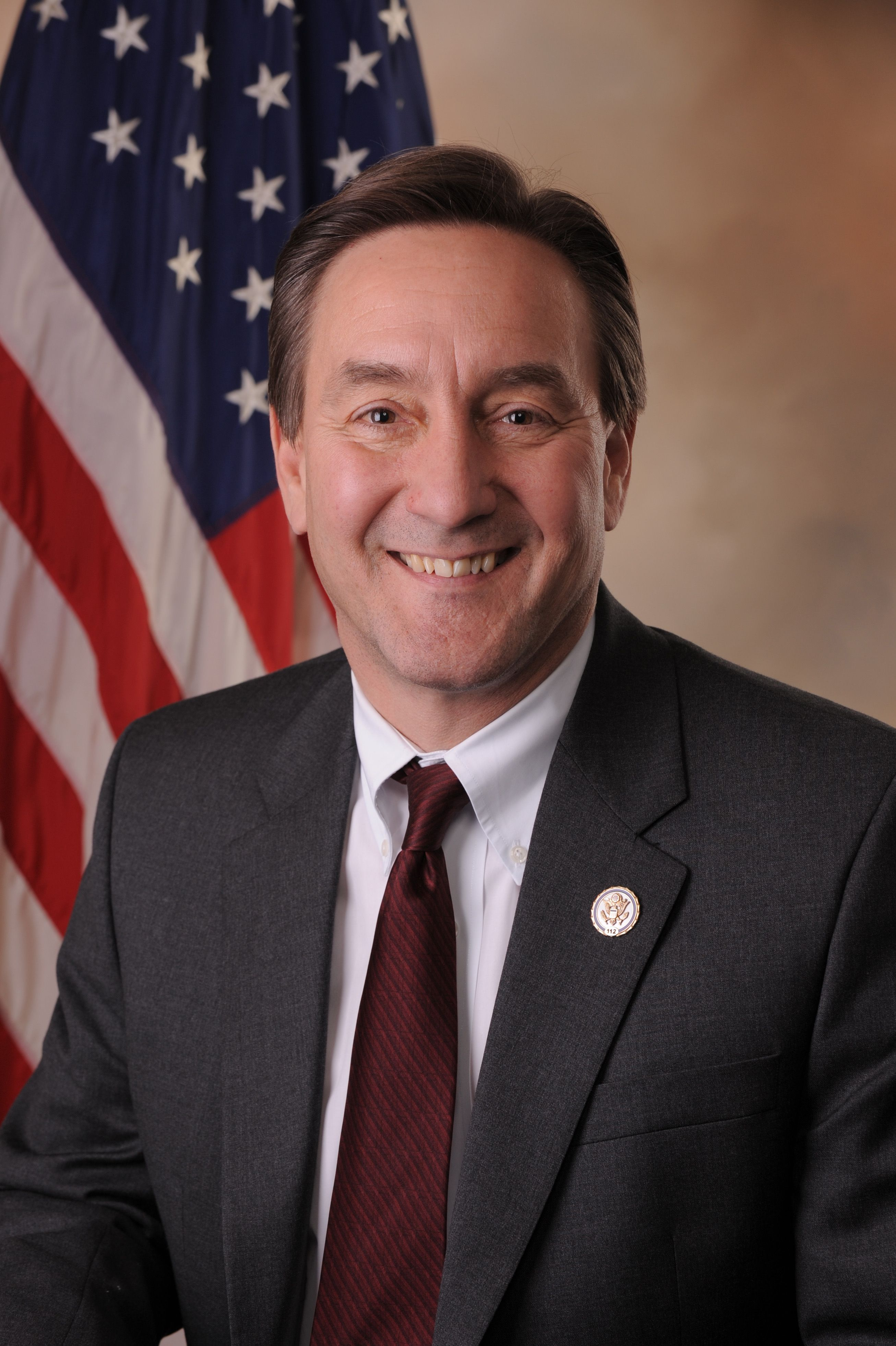
Rick Berg (2011)

Richard Alan „Rick“ Berg (* 16. August 1959 in Maddock, Benson County, North Dakota) ist ein US-amerikanischer Politiker der Republikanischen Partei, der von 2011 bis 2013 den Bundesstaat North Dakota im US-Repräsentantenhaus vertrat. Bei der Wahl zum US-Senat 2012 trat er an, die Nachfolge des ausscheidenden Kent Conrad anzutreten, unterlag aber der demokratischen Mitbewerberin Heidi Heitkamp knapp.

## Leben
Nach dem Besuch der High School in Hettinger studierte Berg zunächst von 1977 bis 1978 an der North Dakota State School of Science und dann Agrarwissenschaften an der North Dakota State University (NDSU), was er 1981 mit einem Bachelor of Science (B.S. Agricultural Economics) abschloss. Danach war er als Unternehmer tätig.
Ferner begann er eine politische Laufbahn in der Republikanischen Partei und wurde 1985 erstmals in das Repräsentantenhaus von North Dakota gewählt, in dem er bis 2011 den 45. Wahlkreis des Staates vertrat. Während dieser Zeit war er 1993 kurzzeitig als Speaker und zuletzt von 2003 bis 2009 als Majority Leader Führer der republikanischen Mehrheitsfraktion im Parlament von North Dakota. Neben dieser politischen Tätigkeit setzte er seine berufliche Laufbahn als Immobilienmakler und Finanzberater fort; zunächst zwischen 1991 und 2005 als Broker und Vizepräsident der Goldmark Commercial Corporation, ehe er zuletzt von 2005 bis 2010 Leitender Vizepräsident von Goldmark Schlossman Commercial Real Estate Services war.
Bei den Wahlen am 2. November 2010 wurde der konservative Republikaner Berg, der gegen Schwangerschaftsabbrüche, gegen Rechte von Homosexuellen sowie für das Waffenrecht eintritt, zum einzigen Mitglied des US-Repräsentantenhauses für North Dakota gewählt. Während seines Wahlkampfes forderte Berg, der bei der Wahl den langjährigen demokratischen Amtsinhaber Earl Pomeroy schlug, eine Senkung der Einkommensteuer, die Abschaffung der Erbschaftsteuer, die Beendigung der durch Steuerzahlen finanzierten Rettungsaktionen für in Krise geratene Unternehmen sowie ein Ende unkontrollierter Ausgaben.
Neben seiner politischen Tätigkeit engagiert sich Berg in zahlreichen sozialen und wirtschaftlichen Organisationen und war nicht nur Präsident der FarmHouse International Fraternity, sondern auch Mitglied des 4-H Club, des Amerikanischen Roten Kreuzes, der Handelskammer von Fargo, der 1928 gegründeten Interessenvertretung Future Farmers of America sowie von United Way.
Berg bewarb sich im November 2012 nicht um die Wiederwahl, sondern trat zur Wahl für den US-Senat an, um die Nachfolge des nicht mehr kandidierenden demokratischen Amtsinhabers Kent Conrad anzutreten. Er gewann die parteiinterne Vorwahl (Primary) gegen Duane Sand mit 66 zu 34 Prozent der Stimmen und traf bei der Senatswahl 2012 auf die Demokratin Heidi Heitkamp, die von 1993 bis 2000 Attorney General von North Dakota war. Heitkamp setzte sich überraschend mit einem knappen Vorsprung durch.
2018 wurde Berg als Nachfolger von Kelly Armstrong zum Vorsitzenden der North Dakota Republican Party gewählt.